# Kampong Chhnang (thành phố)
Kampong Chhnang (tiếng Việt: Công-pông Chơ-năng) là thủ phủ của tỉnh Kampong Chhnang, ở miền trung của Campuchia. Tiếng Việt trước thế kỷ 20 còn phiên âm thị trấn này là Vũng Xà Năng.
Thành phố này nằm ngay phía tây sông Sab và có một cảng. Thành phố Kampong Chnang được nối với Phnom Penh bằng tuyến quốc lộ và đường ray. Kinh tế của thành phố này chủ yếu là sản xuất lúa gạo và cư dân ở đây sống trên các làng nổi để đánh cá trong mùa nước nổi.